# Aniceto Pérez
Aniceto Alberto Pérez, general de brigada retirado del Ejército Argentino y profesor universitario, nacido en Caseros el 5 de febrero de 1916.

## Datos biográficos
Sus padres fueron Aniceto Pérez y Anastasia Cartavio.
Estudió en el Colegio Militar de la Nación entre los años 1934 y 1937, y luego en la Escuela Superior Técnica del Ejército. En 1949 se recibió de ingeniero.
Fue profesor de la Escuela de Suboficiales «Sargento Cabral» en 1940, en el Colegio Militar en 1941 y en la Escuela Industrial de Mendoza, nueve años después; fue profesor de matemática en el liceo nacional de señoritas, de termodinámica y tecnología en la escuela industrial de la Nación, de máquinas e instalaciones térmicas en la Universidad Nacional de Cuyo, en la Escuela Superior de Ingeniería de Petróleo.
En 1962, era comandante de la IV División de Ejército cuando, el 26 de abril de ese año, se hizo cargo interinamente de la intervención federal en la provincia de Córdoba, nombrando como ministro de gobierno al coronel Nicolás C. Hure, de hacienda al teniente coronel Juan A. Baigorria, de obras públicas al coronel Juan C. Demarchi y de salud pública al comodoro Carlos A. Arias. Entregó el poder al nuevo interventor poco después.
Se desempeñó como consejero titular permanente de la Universidad Privada “Juan Agustín Maza” y como su vicepresidente, fue profesor de termodinámica general aplicada en la facultad de ingeniería del petróleo en dicha universidad entre los años 1964 y 1965 y en la facultad de ingeniería electromecánica de la misma universidad de 1963 a 1966, profesor de la cátedra de termodinámica en la facultad de ingeniería en electrónica de la Universidad Privada “Mendoza” entre 1964 y 1966, profesor de la cátedra de termodinámica técnica en la Universidad Tecnológica Nacional facultad regional Mendoza en 1966, profesor de Termodinámica y Mecánica de los fluidos en esta última institución en 1967 y decano de la facultad de ingeniería del petróleo de la Universidad Nacional de Cuyo.